# حور إم أخت (كاهن آمون الأكبر)
حور إم أخت (المعروف أيضًا باسم حرمخيس باللغة اليونانية القديمة) كان أميرًا مصريًا وكاهنًا أعلى لأمون خلال الأسرة المصرية الخامسة والعشرين.

## السيرة الذاتية
كان حور إم أخت ابن الملك شباكا وربما من ملكته تابكنآمون. عينه والده كاهنًا أعلى لأمون في طيبة، وقد خدم خلال حكم الملكين تاهرقا وتا نوت آمون. لا يُعرف من كانوا أسلاف حور إم أخت المباشرين، ومن الممكن أن منصب كاهن آمون كان شاغرًا لعدة عقود قبله. على أي حال، كان هذا المنصب القوي والمؤثر قد فقد أهميته لصالح زوجة الإله آمون، وهو المنصب الذي كان يشغله في زمن حور إم أخت شبنؤبت الثانية ثم أمون رديس الأولى.
يشتهر حور إم أخت بشكل رئيسي بتمثال اكتُشف في خبيئة معبد الكرنك، والذي كان معروضًا سابقًا في المتحف المصري بالقاهرة (CG 42204 / JE 38580) والآن في متحف النوبة بأسوان. في النقش الموجود على التمثال، يُشار إليه بأنه:
| حور إم أخت (كاهن آمون الأكبر) | ابن الملك شباكا، صادق الصوت، الذي يحبه، المستشار الوحيد للملك تحتمس، صادق الصوت، مدير قصر الملك من مصر العليا ومصر السفلى تانوتامون، ليعش للأبد. | حور إم أخت (كاهن آمون الأكبر) |

من الملحوظ أن الملك شبتكو - الذي كان يُعتقد عادةً أنه حكم بين شباكا وتانوت آمون - غائب تمامًا. في الواقع، كان النقش من بين الأدلة الرئيسية التي دعمت التغيير الزمني في عقد عشرات القرن الحالي بين حكم شباكا وشبتكو، حيث كان شبتكو هو الذي حكم أولاً، وتبعه شباكا.
بعد وفاته، خلف حور إم أخت ابنه حور خب، الذي يُعرف بأنه كان مسؤولًا ككاهن أكبر لأمون في وقت تبني نيتوكريس الأولى وفيما بعد، خلال حكم مؤسس الأسرة المصرية السادسة والعشرون، الفرعون بسامتيك الأول.